# Tom Fontana
Tom Fontana (Buffalo, 12 settembre 1951) è uno sceneggiatore e produttore televisivo statunitense.
Sceneggiatore rivoluzionario della televisione americana, è principalmente noto per aver lavorato a molti episodi di Homicide e per aver creato la serie televisiva carceraria Oz.

## Biografia
Fontana è il quartogenito di cinque figli di una famiglia italo-americana di Buffalo; è il cugino di Patti LuPone.
Dopo aver svolto gli studi nella città natale, iniziò a lavorare in un teatro locale per poi trasferirsi a New York nel 1973. Qui venne assunto da Bruce Paltrow per scrivere alcuni episodi di A cuore aperto.
In seguito produrrà e scriverà molte serie come: Oz, I Borgia, Copper (di cui è anche ideatore) e Homicide.
Ha vinto tre Emmy Awards, quattro Pebody Awards, tre Writers' Guild Awards e quattro Television Critics Association Awards.

## Vita privata
Fontana è stato sposato con l'attrice Sagan Lewis dal 1982 al 1993. Nel 2015 si sono risposati fino al 2016, anno della morte della moglie.
Ha un tatuaggio raffigurante il logo di Oz; nei titoli di testa di ogni episodio della serie viene raffigurato proprio il momento in cui gli viene fatto questo tatuaggio.
Non possiede né usa computer, scrive tutte le sue sceneggiature a mano.

## Filmografia

### Sceneggiatore

#### Cinema

##### Cortometraggi
- First Thing Monday (1987)

#### Televisione

##### Serie
- A cuore aperto, 97 episodi (1982-1988)
- Tattingers, 14 episodi (1988-1989)
- Home Fires, 6 episodi (1992)
- Homicide, 67 episodi (1993–1999)
- Under Fire, 1 episodio (1995)
- Oz, 56 episodi (1997–2003)
- The Beat, 4 episodi (2000)
- The Jury, 10 episodi (2004)
- The Bedford Diaries, 8 episodi (2006)
- The Philanthropist, 8 episodi (2009)
- Copper, 23 episodi (2012-2013)
- I Borgia, 38 episodi (2011-2014)
- Monsieur Spade, 5 episodi (2024)

##### Film
- The Fourth Wise Man (1985)
- New Year (1993)
- Delitto in rete (The Prosecutors) (1996)
- Firehouse (1996)
- Homicide: The Movie (2000)
- Giuda (2004)
- Strip Search (2004)

### Produttore esecutivo

#### Televisione

##### Serie
- Tattingers (1988-1989)
- Home Fires (1992)
- Homicide (1993–1999)
- Philly Heat (1994)
- Oz (1997–2003)
- The Beat (2000)
- The Jury (2004)
- The Bedford Diaries (2006)
- The Philanthropist (2009)
- Copper (2012-2013)
- I Borgia (2011-2014)
- City on a Hill (2019-2022)
- Monsieur Spade (2024)

##### Film
- New Year (1993)
- Delitto in rete (The Prosecutors) (1996)
- Firehouse (1996)
- Family Brood (1998)
- The 20th Century: Yesterday's Tomorrows (1999)
- Homicide: The Movie (2000)
- American Tragedy (2000)
- The Press Secretary (2001)
- Shot in the Heart (2001)
- Hudson's Law (2001)
- Baseball Wives (2002)
- Giuda (2004)
- Strip Search (2004)
- M.O.N.Y. (2007)
- You Don't Know Jack - Il dottor morte (You Don't Know Jack) (2010)
- Wizard of Lies (The Wizard of Lies) (2017)
- Paterno (2018)

### Produttore

#### Televisione

##### Serie
- A cuore aperto (1983-1988)